# Палацо Гросо (Торино)
Палацо Гросо је насеље у Италији у округу Торино, региону Пијемонт.
Према процени из 2011. у насељу је живело 250 становника. Насеље се налази на надморској висини од 345 м.